# クラウス・エッゲ

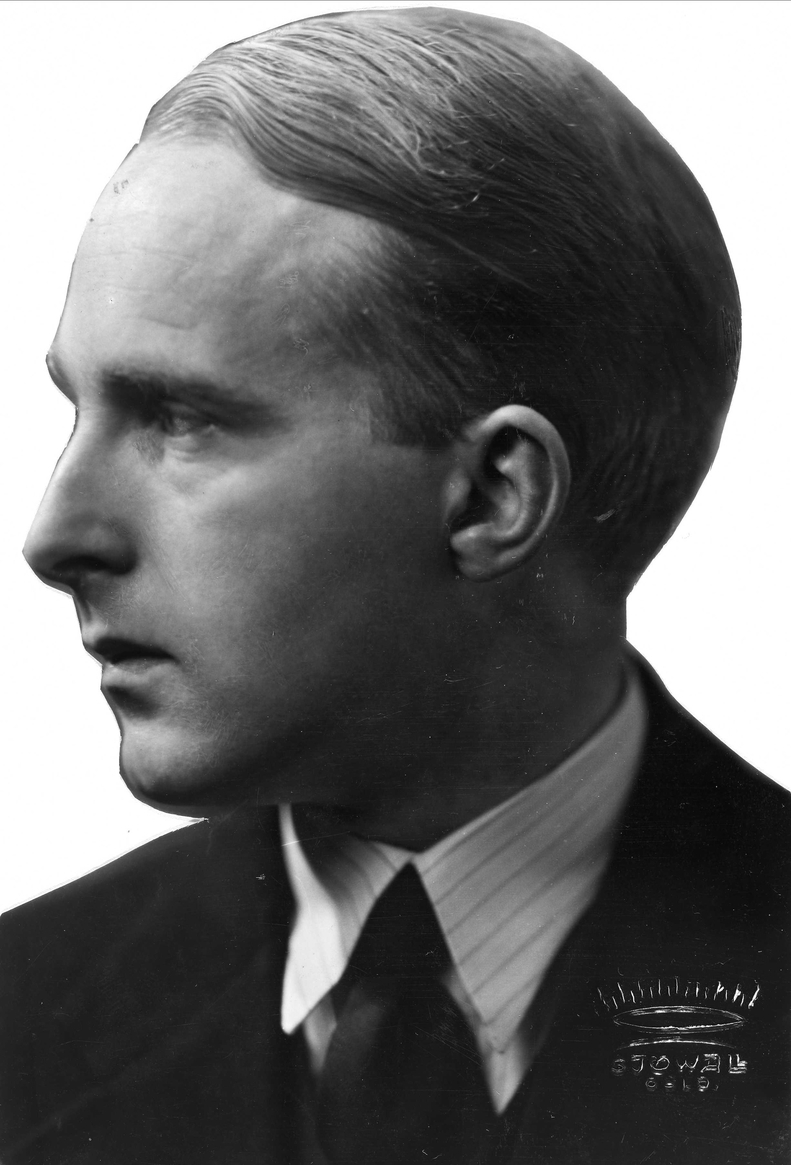

クラウス・エッゲ（Klaus Egge、1906年7月19日 - 1979年3月7日）は、ノルウェーの作曲家。
テレマルク県グランスヘラード出身。オスロ音楽院でオルガンを学び、1929年に卒業した。1937年から1938年までベルリンに留学。1945年から1972年までノルウェー作曲家協会の会長を務めた。
彼の音楽はしばしば「意志の流れ」と呼ばれ、ポリフォニーと力強いリズムが特徴である。作風は3つの時期に分けることができる。第1の時期にはピアノ・ソナタ第1番のように民謡が創作の源となっていた。第2の時期には1種の変容の技術を開発した。そこではモチーフは繰り返し使われ変形していくのである。第3の時期には十二音音楽を取り入れた。
作品には5つの交響曲、3つのピアノ協奏曲、ヴァイオリン協奏曲、チェロ協奏曲、多数の室内楽曲がある。

## 文献
- Kennedy, Michael (2006), The Oxford Dictionary of Music, 985 pages,  ISBN 0-19-861459-4